# Agdistis pseudocanariensis
Agdistis pseudocanariensis is een vlinder uit de familie vedermotten (Pterophoridae). De wetenschappelijke naam is voor het eerst geldig gepubliceerd in 1973 door Arenberger.
De soort komt voor in Europa.